# High Junk Peak
High Junk Peak (kinesiska: 釣魚翁, 钓鱼翁) är ett berg i Hongkong (Kina). Det ligger i den östra delen av Hongkong. Toppen på High Junk Peak är 344 meter över havet, eller 302 meter över den omgivande terrängen. Bredden vid basen är 4,6 km.
Terrängen runt High Junk Peak är kuperad åt nordväst, men åt sydost är den platt. Havet är nära High Junk Peak österut.  Centrala Hongkong ligger 13,2 km väster om High Junk Peak. 